# アントレル・ロール
アントレル・ロール（Antrel Rolle 1982年12月16日- ）はフロリダ州ホームステッド出身の元アメリカンフットボール選手。NFLのアリゾナ・カージナルス、ニューヨーク・ジャイアンツ、シカゴ・ベアーズに所属していた。現役時代のポジションはフリーセイフティ。

## 経歴

### プロ入りまで
マイアミ大学に入学した彼は1年次には8試合に出場し8タックル、2年次には11試合に出場しビッグ・イースト・カンファレンスのファーストチームに選ばれた。3年次には51タックル（3.5ロスタックル）、7パスブロック、2インターセプトをあげた。4年次の2004年には58タックル（6.5ロスタックル）、6パスブロック、1インターセプトの成績でオールアメリカンに選抜された。この年終盤、足の負傷によりバージニア工科大学戦は欠場した。
この間ラリー・フィッツジェラルドを3回26ヤード、カルビン・ジョンソンを2回10ヤードに抑えた試合もあった。

### アリゾナ・カージナルス

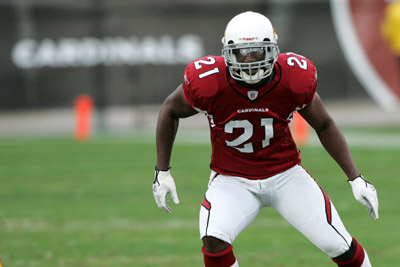
カージナルス時代のロール

2005年のNFLドラフト1巡目8位（コーナーバックとしてはテネシー・タイタンズに全体6位で指名されたパックマン・ジョーンズに続いて2人目）でアリゾナ・カージナルスに指名された。
ホールドアウトを9日間行い、8月9日にカージナルスと6年最大4300万ドルの契約を結んだ。
同年9月25日のシアトル・シーホークス戦で左膝の軟骨を負傷し、10月3日には手術を行ったためシーズンの大半を棒に振った。12月11日のワシントン・レッドスキンズ戦で復帰した。
2007年プレシーズンに彼は先発ポジションを失ったが11月18日のシンシナティ・ベンガルズ戦でカーソン・パーマーから3インターセプトを奪い、55ヤード、54ヤードのリターンTDをあげた。残り1回も71ヤードをリターンしたが、アントニオ・スミスが反則を取られて3インターセプトリターンTDにはならなかった。この週のNFC守備部門MVPに選ばれた。この年彼は先発8試合を含む16試合に出場し61タックル、5インターセプト（NFL9位タイ）、3リターンタッチダウンの成績を残した。
2008年2月にヘッドコーチのケン・ウィゼンハントによって2008年シーズンからフリーセイフティとして起用する予定であることが発表された。この年のプレーオフ、アトランタ・ファルコンズ戦ではファンブルリカバーTDをあげる活躍を見せ、その後チームは第43回スーパーボウル出場を果たしたがピッツバーグ・スティーラーズに敗れて優勝はならなかった。
2009年9月21日のジャクソンビル・ジャガーズ戦ではキャライス・キャンベルがブロックした相手FGのこぼれ球を拾い、83ヤードのリターンタッチダウンをあげた。この年、4インターセプトでプロボウルに初めて選出されると共にワイルドキャットオフェンス時にはQBに起用された。2010年1月16日のニューオーリンズ・セインツとの試合ではドミニク・ロジャース＝クロマティと共に試合途中で負傷退場、チームは14-45で大敗した。同年3月4日、カージナルスは彼に400万ドルのボーナスを支払うのを避けるため契約の見直し交渉をしていたが合意に至らず解雇され、その翌日にニューヨーク・ジャイアンツと5年、3700万ドルの契約を結びリーグで最高給クラスのセイフティとなった。

### ニューヨーク・ジャイアンツ
2010年6月には、新本拠地となるメドウランズ・スタジアムの芝が滑るのでチェックをすべきだとESPNの取材に対して主張した。第2週のインディアナポリス・コルツ戦で14-38で大敗した後、ラジオ番組でチーム批判を行った。この年もプロボウルに選ばれた。
2011年シーズン終盤、ニッケル要員とされた彼はそれに不満を持ち対談したいと口にしたが、ペリー・フューウェルディフェンスコーディネーター、デビッド・メリットセイフティコーチの説得により改心、チームは第46回スーパーボウルで優勝、初のスーパーボウルリングを手に入れた。
2012年、第6週のサンフランシスコ・フォーティナイナーズ戦で2インターセプトをあげて、NFC週間MVP守備部門に選ばれた。
2013年、11月17日のグリーンベイ・パッカーズ戦では残り2分にスコット・トルジーンからインターセプトを奪った。
2014年、第4週のワシントン・レッドスキンズ戦で大勝した後、その前2試合で70得点以上をあげたカーク・カズンズが過大評価されていると語った。その試合でレシーバー凝視傾向のあるカズンズに対してロールを含む4人がインターセプトを奪った。この年、87タックル、1ファンブルフォース、3インターセプト、9パスディフェンスの成績を残した。

### シカゴ・ベアーズ
2015年3月、シカゴ・ベアーズと3年1125万ドル（500万ドルの保証）で契約を結んだ。シーズン7試合に先発出場したが、MCLを痛めて11月より欠場した。
2016年5月1日、契約を2年残していたがベアーズから解雇された。同年11月7日、現役引退を表明した。

## 人物
歯に衣を着せぬ発言で知られているが、第46回スーパーボウルの前には大胆発言を封印した。
2010年6月、ジャイアンツの新本拠地となったニュー・メドウランズ・スタジアムの芝について、滑りやすくいい感触が全くないと語った。
従兄弟のチャド・ジョンソン、キーショーン・ジョンソン、ブライアン・ロール、マイロン・ロール、サマリ・ロールもNFL選手となっている。